# Кутюми
Кутюми ((фр.), від лат.— звичай) — норми звичаєвого права провінцій, округів і міст феодальної Франції.

## Загальна характеристика
Найбільшого поширення кутюми набули у Північній Франції, де вони існували спочатку в усній формі. Строкатість кутюмів була зумовлена феодальною роздробленістю країни. Як джерела права кутюми визначали васальні зв'язки і взаємовідносини феодалів, правове становище городян, селян, майнові та сімейні відносини, склад судових органів, порядок судочинства тощо.
На зміну їм в умовах феодальної роздробленості прийшли територіальні правові кутюми окремих регіонів, сеньйорів і навіть громад. Звичаї складалися в усній формі. Сила і авторитет звичаєвого права визначалися тим, що воно відображало реальні потреби територіальних колективів феодального суспільства, виникало з компромісу і не цілком залежало від свавілля державної влади. Тому й дотримання кутюмів в більшості випадків було добровільним. Для визнання звичаїв в судах було необхідно, щоб вони були відомі з давніх часів. Починаючи з XII ст. окремі кутюми стали записуватися, а до середини XIII ст. в Нормандії був складено порівняно повну збірку звичаєвого права — «Великі кутюми Нормандії» (бл. 1255), які використовувалися в судовій практиці. З цього часу з'являється ряд приватних записів місцевого звичаєвого права, зроблених королівськими суддями та легістами. У 1273 році складається писаний збірник законів «Установлення Людовіка Святого». Найбільш відомим і популярним у середньовічній Франції став збірник звичаїв — «Кутюми Бовезі» (старофр. Coustumes de Beauvoisis, фр. фр. Coutumes de Beauvaisis) «, укладений близько 1280 року королівським бальї Філіппом де Бомануаром (1250–1296)

## „Кутюми Бовезі“
«Кутюми Бовезі» складалися з прологу і 70 розділів. Тут вміщено звичаї округу Бове і деяких інших територій країни. І хоча цей звід не давав систематичного і цілісного викладу юридичного матеріалу, однак включав описи великої кількості кутюмів з багатьох питань, зокрема правового статусу різних категорій осіб, юридичного режиму земельних володінь, організації суду і судочинства. Так, мова у збірці йде про посаду бальї:
|  | «король повинен сам дотримувати звичаїв і примушувати до цього інших». |

|  | Ця стаття є заготовкою. Ви можете допомогти проєкту, доробивши її. Це повідомлення варто замінити точнішим. |

|  | «король повинен сам дотримувати звичаїв і примушувати до цього інших». |

|  | Ця стаття є заготовкою. Ви можете допомогти проєкту, доробивши її. Це повідомлення варто замінити точнішим. |